# 花ざかりおトラさん
『花ざかりおトラさん』（はなざかりおトラさん）は、1958年4月1日に東宝系で公開された日本映画である。モノクロ。スタンダード。東京映画作品。58分。

## 概要
『おトラさん』シリーズ第3作。本作では、前半は牛三への疑惑、後半はトリ江との関わりが物語の主題となっている。
本作からは新たに「山崎屋」がレギュラーに加入。彼の「山崎屋でござァい!」のギャグは名物となる。またラストでは、一画面におトラと金語楼扮する柳田金太郎が映り、第1作では見られなかった金語楼2キャラの共演となる。

## ストーリー
芋屋の長さんの2階に小唄の師匠が引っ越してきた。だがその女性が、牛三の浮気相手だという噂が流れ出す。気になるおトラは長さんの店に駆けつけた。たしかにその2階では、牛三が師匠の前で小唄を唸っていた。怒って詰め寄るおトラ。とその時、丹前姿の男性が現れた。彼は牛三が勤める「辰巳商事」の社長で、新築の家に移る前に方角の関係でここに住まざるを得ないという。そして小唄の師匠は、実はこの社長の夫人であった。浮気疑惑が錯覚とわかり、おトラは胸を撫で下ろした。
その後、トリ江が放送局の仕事がらみで、伊豆大島に行く事になった。滞在は二泊だが、同僚の上月も一緒だという。またもおトラは心配になり、「郷里に帰郷する」と言ってこっそりトリ江の後をつけて行く事にした。だが直前になって、大島行きは来週に延期となった。これにはおトラは大弱り。一方その頃日野江家では、おトラの顔馴染みの小西得郎が、おトラに縁談を持って来た。相手はおトラに良く似た「柳田金太郎」という男だ。結局、見合いは大島へ行く船の上で行われる事となった。
そして当日、船の上ではのど自慢大会が行われ、一方船室ではおトラと金太郎が見合いをしていた。甲板では馬子が小西に様子を尋ねていた……。

## スタッフ
- 製作：富岡敦雄
- 原案：西川辰美
- 原作：有崎勉（柳家金語楼）
- 脚本：新井一、和田勝美
- 音楽：小田基義
- 撮影：栗林実
- 音楽：若山浩一
- 美術：島康平
- 照明：森康
- 録音：西尾昇

## 出演者
- おトラさん／柳田金太郎：柳家金語楼
- 日野江牛三：有島一郎
- 日野江馬子：水の也清美
- 日野江トリ江：川田孝子
- 日野江タツオ：日吉としやす
- お八重：若水ヤエ子
- お豆：小桜京子
- 長さん：柳沢真一
- 魚金：大辻三郎
- 平さん：平凡太郎
- 山崎屋：谷村昌彦
- 上月：太刀川洋一
- 小唄の師匠：坪内美詠子
- 小西得郎：小西得郎

## 同時上映
『恋は異なもの味なもの』
- 脚本：長瀬喜伴、津路嘉朗／監督：瑞穂春海／主演：森繁久彌／東京映画作品

## 参考資料
- キネマ旬報